# ایوان کارل کینچلو، جونیور
ایوان کارل کینچلو، جونیور (به انگلیسی: Iven Carl Kincheloe, Jr.) فضانورد اهل کشور ایالات متحده آمریکا است که در ۲ ژوئیهٔ ۱۹۲۸ میلادی در دیترویت زاده شد.